# Mežica
Mežica (in tedesco Mießdorf) è un comune di 3 595 abitanti (2020) della Carinzia slovena lungo il fiume Meža (in tedesco Mieß), nella Slovenia settentrionale.

## Geologia
Il Distretto minerario di Mežica ricopre un importante ruolo geologico e giacimentologico, infatti in esso si riscontra la presenza di un deposito di tipologia "Mississippi Valley" con mineralizzazione a piombo e zinco; situato lungo il bordo orientale delle Montagne Caravanche, si ritiene che esso sia relazionato agli altri giacimenti Karavankiani delle limitrofe località austriaca di Bad Bleiberg e friulana di Raibl (Miniera di Cave del Predil). I corpi minerari utili si sono generati per metasomatismo o sostituzione metasomatica all'interno di successioni carbonatiche del Triassico per iniezione di fluidi idrotermali con conseguente arricchimento in piombo, molibdeno e zinco; i minerali più abbondanti sono galena, sfalerite e svariati altri solfuri; esiste poi una zona di ossidazione secondaria, dovuta a circolazione di fluidi meteorici attraverso sistemi di faglie, arricchita in altre fasi mineralogiche quali wulfenite, anglesite e cerussite. Famosa nei dintorni di Mežica è la Miniera "Helena" dalla quale in passato sono stati estratti magnifici campioni di wulfenite. Tra le numerose altre miniere, sempre rinomate per l'estrazione di wulfenite ai fini collezionistici, si citano la Doroteja e la Staro Igrčevo.

## Geografia antropica

### Suddivisioni amministrative
Il comune è diviso in 5 insediamenti (naselja) di seguito elencati.
- Breg
- Lom
- Onkraj Meže
- Plat
- Podkraj pri Mežici